# Hjalmar Johansen
Fredrik Hjalmar Johansen (født 15. maj 1867, død 3. januar 1913) var en norsk officer og polarforsker, som deltog blandt andet i Fridtjof Nansens Fram-ekspedition 1893-1896 og Roald Amundsens Sydpolekspedition 1910-1912.
Johansen var også både norgesmester og verdensmester i redskabsgymnastik.

## Biografi

### 1867-1893: Søgende år
Hjalmar Johansen var søn af bonden og fængselsbetjenten Jens Johansen (1838–1888) og Maren Pedersen (1838–1907) og var næstældste barn i en søskendeflok på fem. Forældrene kom oprindelig fra Hedmark, faderen var fra Løten og moderen fra Stange. Forældrene bosatte sig i Skien, efter at de giftede sig i 1862. I 1885 var Hjalmar med til at stifte Idrætsforeningen Odd, hvor han udmærkede sig som en god skiløber og redskabsgymnast. Samme år var Hjalmar med i Norgesmesterskabet for redskabsgymnastik som foregik i byen Fredrikshald, hvor han blev norgesmester i turn. Tre år senere, i 1889, var han med det norske landshold i redskabsgymnastik til verdensudstillingen i Paris, hvor han blev verdensmester.[kilde mangler]
Jens Johansen var optaget af, at hans ældste søn Hjalmar skulle få en god studentereksamen, og afså store dele af sine penge og kræfter til at hjælpe sønnen så godt, han kunne. Hjalmar fik en middelgod eksamen i en tid, hvor der var ca. 200-300, som tog den, og der var ikke mange bondesønner på den tid, som havde opnået så godt et resultat. Efter sin eksamen tog Hjalmar til hovedstaden Christiania, hvor han tog forberedende prøver (kaldet Anden Eksamen) i græsk, latin, filosofi, historie, tysk og zoologi. Ved disse prøver fik han også middelgode karakterer. Faderen ville, at sønnen skulle begynde på Krigsskolen i Oslo, noget som førte til en sikker karriere og godt lønnet arbejde. Hjalmar gik mod farens ønske, men valgte i stedet at studere jura.[kilde mangler]
Da Hjalmar Johansen var 21 år og havde studeret jura i omtrent et år, døde faren pludselig og Hjalmar måtte stoppe studierne og skaffe sig et arbejde i Skien. Der fik han en stilling, som lignede den fængselsbetjentstilling, faren havde haft, og Hjalmar forblev i denne mellem 1889 og 1891. Derefter drog han tilbage til Christiania for at begynde på Krigsskolen. Efter et år fik han en ulønnet stilling som værnepligtig sekondløjtnant i forsvaret. Da Hjalmar på det tidspunkt var 25 år gammel, forelsket i ungdomsveninden Hilda og ingen uddannelse havde, som gav lønnet arbejde, var han derfor på jagt efter et arbejde.[kilde mangler]

### 1893-1913: Polarrejserne
I 1893 forsøgte Hjalmar at blive en af dem, som skulle være med i Fridtjof Nansens Fram-ekspedition. Han var da arbejdsledig og i en dyb livskrise. Han fik ingen tilbagemelding på sin ansøgning og opsøgte til sidst Fridtjof Nansen personlig. Efter forhandlinger blev Hjalmar Johansen ansat som fyrbøder på skibet, især takket været sit gode helbred og fysik. Undervejs fik han flere andre opgaver: Han var fyrbøder på skibet helt til, at Fram frøs fast i isen i slutningen af 1893, og derefter var han assistent for Sigurd Scott Hansen, som drev meteorologiske studier under ekspeditionen.
I november 1894 blev Hjalmar tilbudt en stilling som medfølger for Nansen på en ekspedition til Nordpolen, og han takkede ja. Nordpol-ekspeditionen varede fra marts 1895 til august 1896 samtidig, som Fram-ekspeditionen fortsatte på egen hånd. De nåede 86° 14' N 7. april, som på den tid var længere mod nord end noget andet menneske havde været tidligere. Rejsen hjemover fra 86° 14' N er måske mere berømt end selve 86° 14'. Den varede næsten et og et halvt år, idet Nansen og Johansen måtte overvintre på Frans Josef Land vinteren 1895-96. Ved nytår sagde Nansen de berømte ord om at leve i dus.
Efter Fram-ekspedition blev Johansen forfremmet til kaptajn i Forsvaret 1899. Som kaptajn virkede han mellem 1899 og 1907 i Tromsø. Selv om Johansen havde fast arbejde og en god stilling, havde han fortsat egne problemer. De økonomiske problemer, han led under, voksede hele tiden på grund af hans trang til at være fin. Han var på dette tidspunkt gift med Hilda, og de havde fire børn: Trygve, Hjalmar jr., Margit og Per, som var født mellem 1898 og 1902. Men efter 1904 flyttede de tilbage til Skien mens Hjalmar fortsat var i Tromsø, og savnet af dem var stort. Han savnede også det polare miljø. Senere lod Hilda sig skille fra Hjalmar under pres fra blandt andre hendes dybt religiøse far. Senere opsagde Johansen stillingen som kaptajn i Tromsø, efter som han ikke fik stilling længere syd på på grund af misundelse fra andre officerer. Summen af alle disse omstændigheder drev ham til alkoholisme. Han skrev ofte til Nansen og bad om penge til at slette gæld, som han havde pådraget sig, og senere om hjælp til at komme med på andre ekspeditioner. Især takket være Nansen fik Johansen ansættelse på fire Svalbard-ekspeditioner i perioden 1907-1909 under ledelse af William S. Bruce (1907), Theodor Lerner (1907-1908), Adolf Hoel (1908) og Gunnar Isachsen (1909).
I 1910 kom Johansen med på Roald Amundsens Sydpol-ekspedition. For dette kunne han igen takke Nansen, som havde stillet krav om, at Johansen skulle være med, hvis Amundsen skulle låne "Fram". Men til selve Sydpolen fik Johansen ikke lov at komme på grund af en uoverensstemmelse med Amundsen. Johansen reddede en af sine fæller, Kristian Prestrud, efter et mislykket første forsøg på at nå polpunktet. Da Amundsen spurgte hvorfor, de havde brugt så lang tid på at komme tilbage til Framheim, svarede Johansen igen over for Amundsen og kritiserede ham for, at de havde startet for tidligt på foråret. Johansen blev derefter degraderet og måtte tage til takke med en ekspedition til King Edward VII-land. Denne ekspedition blev ledet af løjtnant Prestrud, som Johansen tidligere havde været overordnet for, og som var en militær grad under ham.

## Eftermæle
Hjalmar Johansens rolle i norsk polarhistorie er ofte kommet i skyggen af Fridtjof Nansen og Roald Amundsens stordåder, som i vidt omfang skyldtes netop Hjalmar Johansen.
Under Nordpol-ekspeditionen med Nansen var Johansen den, som var optimistisk, den, som undgik konflikter og tog fat ved behov. Da Nansen var syg i flere uger på grund af rygproblemer, som han fik undervejs på turen, var det Johansen, som tog Nansens udstyr på sig oveni sit eget, og han måtte af og til hjælpe Nansen, som havde problemer med at gå, samtidig, som han måtte være "sygeplejer" for Nansen. Dermed reddede han både sig selv og Nansens liv samtidig, som han reddede Fram-ekspeditionen og Nordpol-ekspeditionen, som næppe ville have fået den plads, de har i dag, hvis Nansen og Johansen var omkommet på Nordpolen. Belønningen for dette var, at han fik en kaptajnstilling i Forsvaret, mens Nansen blev den store nationalhelt og viking, verdenskendt og rig. Det er næppe troligt, at Nansen ville have opnået en sådan position, hvis ikke Johansen havde været hans rejsekammerat.
Under Sydpol-ekspeditionen med Amundsen var Johansen den, som reddede Amundsen fra den store skandale ved at give ham muligheden til at udføre sin dåd. Roald Amundsen efterlod flere af sine mænd, da de måtte vende tilbage til "Framheim" under første forsøg mod Sydpolen. Grunden til retræten var, at det viste sig, at de drog ud for tidligt, og dette havde Johansen advaret imod, men Amundsen afviste ham. Hver mand måtte klare sig selv tilbage til lejren, og selv om alle overlevede, fik mange frostskader, og mange måtte ligge i sengen i flere dage af udmattelse og sygdom. Johansen var den, som kom sidst tilbage til basen med Kristian Prestrud på slæb og reddede dermed dennes liv. På grund af en uoverensstemmelse med Amundsen efter tilbagekomsten, blev Johansen udelukket fra gruppen, som skulle drage til Sydpolen. I stedet blev Johansen sendt på en bi-ekspedition ledet af Prestrud, som Johansen netop havde reddet. Prestrud var tillige både yngre end Johansen og stod under ham på den militære rangstige.
Johansen måtte forlade Fram, da skibet anløb Hobart på Tasmanien under tilbagerejsen til Norge. Amundsen gav ham en minimal rejsekasse.
Hjalmar Johansen fik en større plads i norsk polarhistorie takket være Ragnar Kvam jr.s biografi om ham, som udkom i 1997 under titlen "Den tredje mann. Beretningen om Hjalmar Johansen". Det var 84 år for sent. Hjalmar Johansen tog sit eget liv 3. januar 1913, og det, at han ikke blev anerkendt som en af de store polarforskere, skal have været en af årsagerne. Han efterlod sig kone og fire børn. Begravelsen fandt sted fra Odds turnhall i Skien 9. januar 1913.

## Udmærkelser
Johansen blev i 1896 udnævnt til ridder av 1. klasse af St. Olavs orden "for videnskabelig Fortjeneste." Han blev tildelt Fram-medaljen, og fik efter sydpolsekspeditionen Sydpolsmedaljen. Han var æresmedlem i idrætsforeningen Odd. Hjalmar har også fået en videregående skole i hjembyen Skien opkaldt efter sig, nemlig Hjalmar Johansen videregående skole.